# Útvina
Útvina (deutsch Uitwa, auch Uittwa) ist eine Gemeinde in Tschechien. Sie liegt 21 Kilometer nordöstlich von Marienbad und gehört zum Okres Karlovy Vary.

## Geographie
Útvina befindet sich im Nordwesten des Tepler Hochlandes in der Talmulde des Odolenovický potok. Durch die Gemeinde führt die Staatsstraße 20/E 49 von Bečov nad Teplou nach Toužim.
Nachbarorte sind Přílezy und Chylice im Norden, Krásný Hrad und Kojšovice im Nordosten, Toužim im Südosten, Kosmová im Süden, Sedlo im Südwesten, Krásné Údolí im Westen sowie Odolenovice im Nordwesten.

## Geschichte

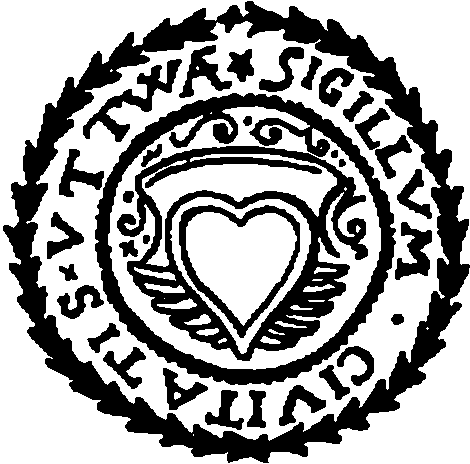
Siegel Útvinas aus dem Mittelalter

In der zweiten Hälfte des 12. Jahrhunderts begann die Besiedlung des Grenzwaldes der Přemysliden durch die Prämonstratenser des Klosters Mühlhausen, die in Toužim eine Propstei errichteten. Útvina ist eine Gründung der Prämonstratenser und wurde zum Hauptort der Herrschaft Toužim ausgebaut. Seit der Mitte des 14. Jahrhunderts bildete das an der Landesstraße von Prag nach Eger gelegene Útvina das Wirtschafts- und Handelszentrum der Propstei Toužim. Die erste schriftliche Erwähnung von Utwein erfolgte am 22. Dezember 1384 in einer Urkunde König Wenzels IV., der der Ansiedlung Stadtrechte verlieh.
Mit den Hussitenkriegen begann der Niedergang des Städtchens. 1420 war der Konvent vor den Hussiten aus Milevsko nach Toužim geflohen und zu Zeiten des Abtes Peter I. verpfändete der Orden nach 1423 einen Teil seiner Güter an Heinrich X. von Petschau, der sie seiner Herrschaft Petschau zuschlug.
1427 eroberte Jakoubek z Vřesovic Toužim und vertrieb den Orden. Utwein geriet dadurch in eine Grenzlage zwischen zwei verfeindeten Parteien. 1437 erwarb Jakoubek z Vřesovic die Toužimer Klostergüter von Kaiser Sigismund als erblichen Besitz für seinen Sohn Jan I. von Vřesovice, der die Propstei zur Burg umbauen ließ. Zwischen den calixtinischen Vřesovicern und den katholischen Vögten von Plauen, welche die angrenzenden Herrschaften Petschau und Buchau besaßen, entwickelte sich eine Dauerfehde, wobei die Burg Tauzim den Vřesovicern als Ausgangspunkt ihrer Raubzüge diente. Bei einem Feldzug Heinrichs II. von Plauen gegen Jan II. von Vřesovice wurde Utwein 1469 zerstört.
Georg von Podiebrad gestattete den Bürgern von Utwein, ihren Ort zwei Kilometer südöstlich ins Tal der Střela unter die Burg Tausim zu verlegen und gründete am 8. Juli 1469 die Stadt Toužim, der er sämtliche Privilegien einschließlich des Wappens von Utwein übertrug und zusätzlich das Recht der Befestigung verlieh. Als sich nach dem Tode Georg von Podiebrads die politischen Verhältnisse in Böhmen wieder zu stabilisieren begannen, kehrte ein Teil der Utweiner in ihre alte Stadt zurück und begann mit dem Wiederaufbau. Zwischen den Bewohnern von Útvina und Toužim entstand hernach ein Streit um die Stadtrechte, der der Anlass dafür wurde, dass König Vladislav II. der Stadt Toužim am 5. Jänner 1478 auf Gesuch Jans II. von Vřesovice ein neues Wappenprivileg ausstellte, so dass Útvina das alte Wappen weiterführen konnte. Seine Stadtrecht erhielt Útvina nicht zurück. Auch seine frühere Bedeutung erlangte der Marktflecken nie wieder.
Der Wiederaufbau von Útvina veranlasste Heinrich III. von Plauen, bei Vladislav II. die Gründung einer Stadt auf dem Gebiet der Herrschaft Petschau an der Landesstraße in direkter Nachbarschaft zu Útvina zu bewirken. 1488 entstand zweieinhalb Kilometer westlich von Útvina auf anstelle der Ansiedlung Schiekenplos die neue Stadt Schönthal, deren Bewohner deutsche Katholiken wurden. Hintergrund der Stadtgründung von Schönthal war die Absicht Heinrichs III. von Plauen, damit seinen Gegner Jan II. von Vřesovice wirtschaftlich zu schädigen.
Wenig später verkaufte Jindřich von Vřesovice die Herrschaft Toužim an Heinrich III. 1538 erwarb sein Sohn Heinrich IV. die Herrschaft Toužim auch als erblichen Besitz. Er ordnete die Güter in Schönthal wieder Toužim zu. Nachdem Heinrich V. 1565 ohne Nachkommen verstorben war, erbte Heinrich Nikolaus Lobkowicz von Hassenstein die Herrschaft. Dessen Sohn Christoph verlor als Aufständischer nach der Schlacht am Weißen Berg seine Güter und ging als Protestant ins sächsische Exil. Die Herrschaft erwarb 1623 der kaiserliche General Julius Heinrich von Sachsen-Lauenburg. Nach dem Tode des Fürsten Julius Franz von Sachsen-Lauenburg erbte Schönthal als Teil des Schlackenwerther Anteils dessen Tochter Franziska Sibylla und brachte ihre Güter in die Ehe mit dem Türkenlouis ein. Ihm folgte sein Sohn August Georg Simpert, mit dem das Haus Baden-Baden 1771 im Mannesstamme erlosch. Seine böhmischen Güter fielen durch Heimfall an die Böhmische Krone. Maria Theresia vereinbarte mit dessen Nichte Elisabetha Augusta vertraglich eine Nutzung der böhmischen Güter auf Lebenszeit.
Die Herrschaft Toužim verpachtete Elisabetha Augusta 1783 für 15 Jahre an ihren Cousin Johann I. von Schwarzenberg († 1789). Nach dessen Tode trat sein Sohn Joseph II. in den Vertrag ein. 1799 fiel Uittwa zusammen mit der Herrschaft Toužim der Böhmischen Kammer zu. 1837 kaufte Alfred von Beaufort-Spontini die Herrschaft. Er war der letzte feudale Besitzer des Marktes. Der Bau der Kaiserstraße von Pilsen nach Elbogen in den Jahren 1845 bis 1848 brachte Uittwa eine wichtige Verkehrsverbindung.
Nach der Aufhebung der Patrimonialherrschaften entstand 1850 die Marktgemeinde Uittwa/Outvina mit dem Ortsteil Schäferei im Bezirk Karlsbad. Zum Ende des 19. Jahrhunderts änderte sich die Schreibweise in Uitwa/Útvina. 1907 wurde der Markt dem Bezirk Tepl zugeordnet. 1930 hatte Uitwa 646 Einwohner. Nach dem Münchner Abkommen wurde der Markt 1938 dem Deutschen Reich zugeschlagen und gehörte bis 1945 zum Landkreis Tepl. 1939 hatte Uitwa 600 Einwohner. Nach dem Ende des Krieges kam Útvina zur Tschechoslowakei zurück und es begann die Vertreibung der deutschen Bevölkerung.
Útvina wurde 1949 in den Okres Toužim eingeordnet und die Rechte als Minderstadt 1948 nicht erneuert. Seit 1961 gehört Útvina zum Okres Karlovy Vary. 1961 erfolgte die Eingemeindung von Chylice, Sedlo und Svinov. Zum 1. Jänner 1981 wurde Krásné Údolí mit seinen Ortsteilen Odolenovice, Přílezy und Český Chloumek nach Útvina eingemeindet.
1990 entstand die Gemeinde Krásné Údolí wieder, zu der seitdem auch wieder Odolenovice gehört.

## Gemeindegliederung

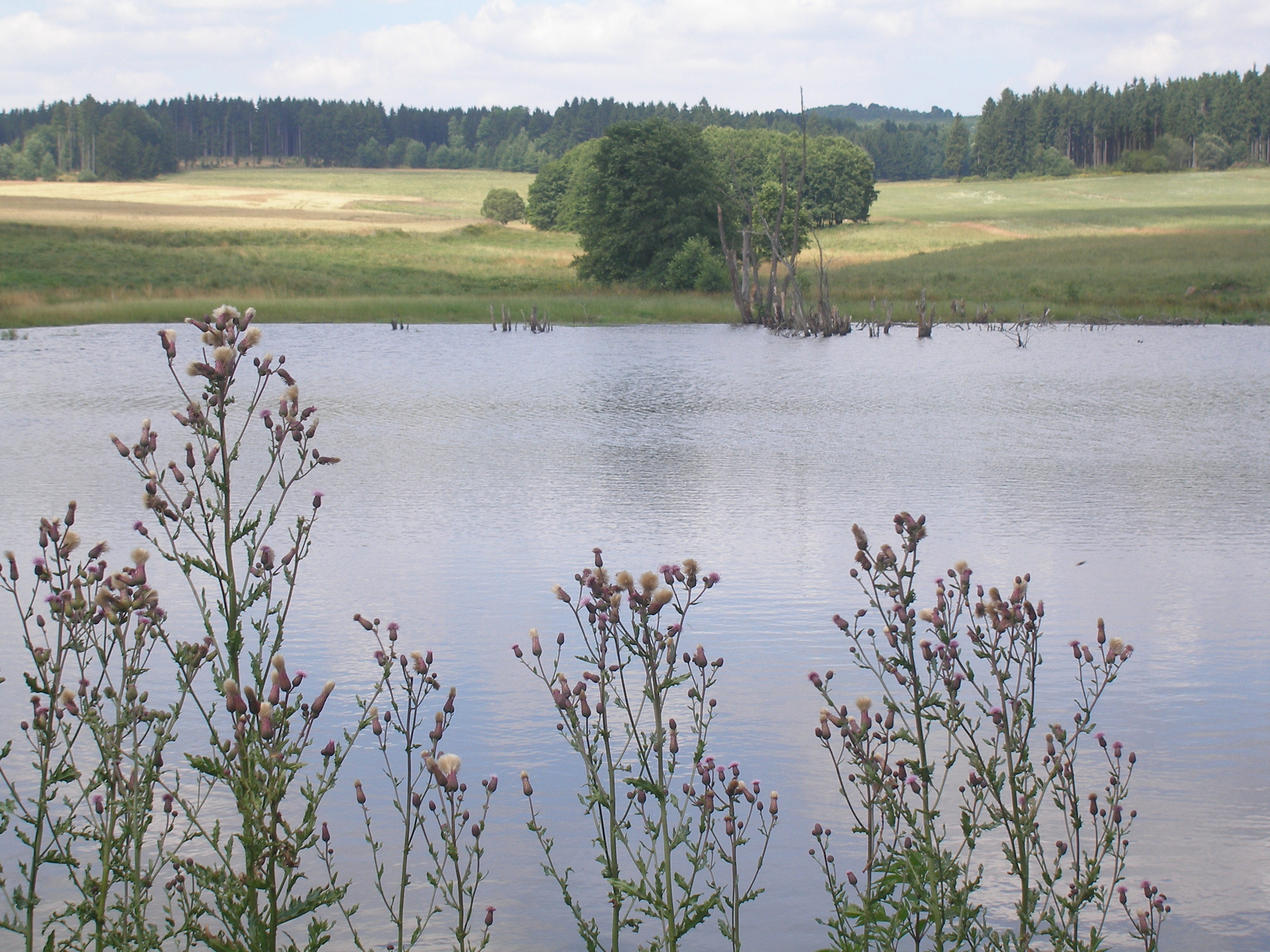
Teich bei Svinov

Die Gemeinde Útvina besteht aus den Ortsteilen Český Chloumek (Böhmisch Kilmes), Chylice (Kilitz), Přílezy (Pröles), Sedlo (Sattel), Svinov (Schwinau) und Útvina (Uitwa), die zugleich auch Katastralbezirke bilden. Zu Útvina gehört außerdem die Einschicht Ovčín (Schäferei).

## Sehenswürdigkeiten

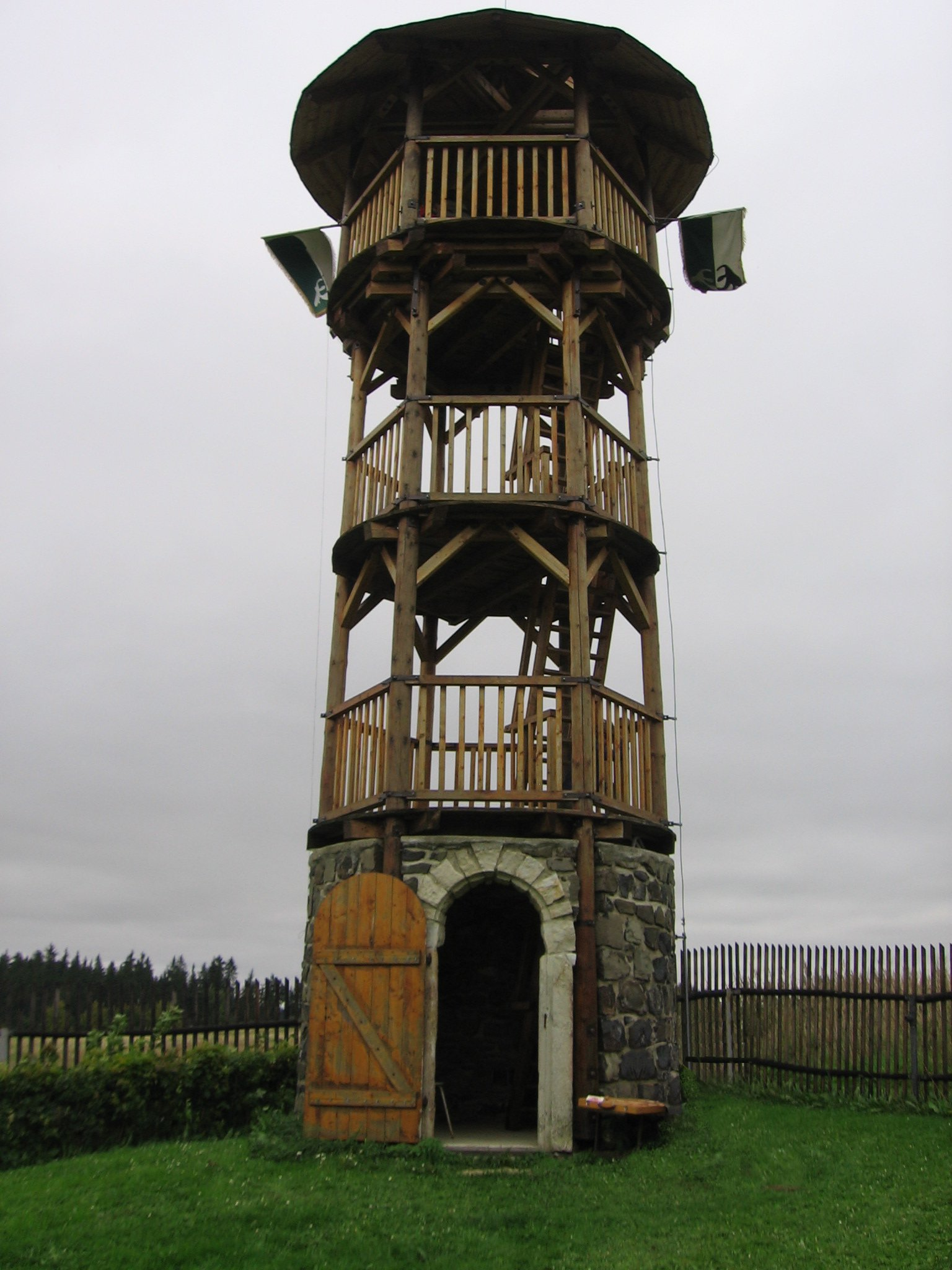
Aussichtsturm bei Útvina
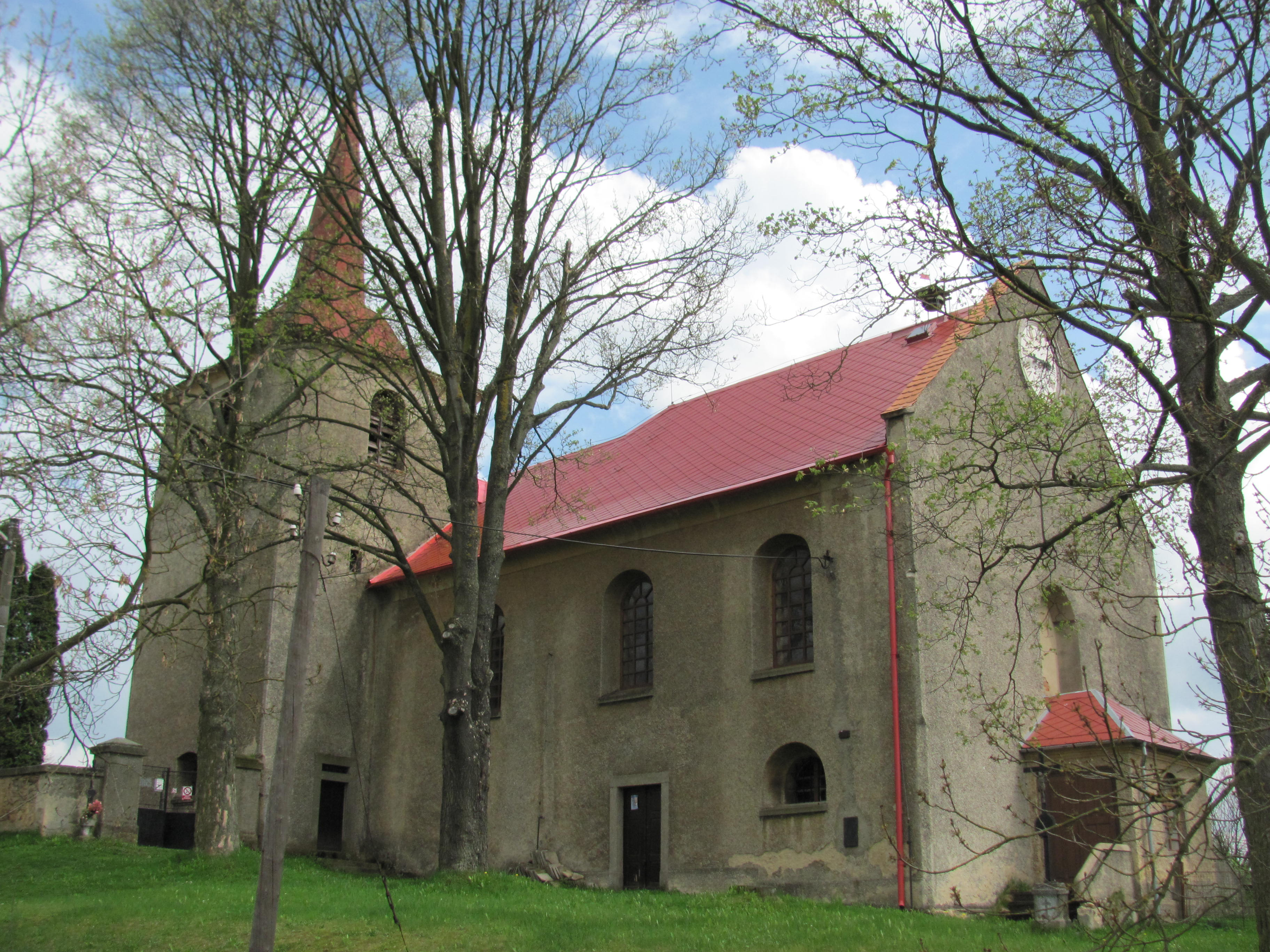
Kirche St. Veit
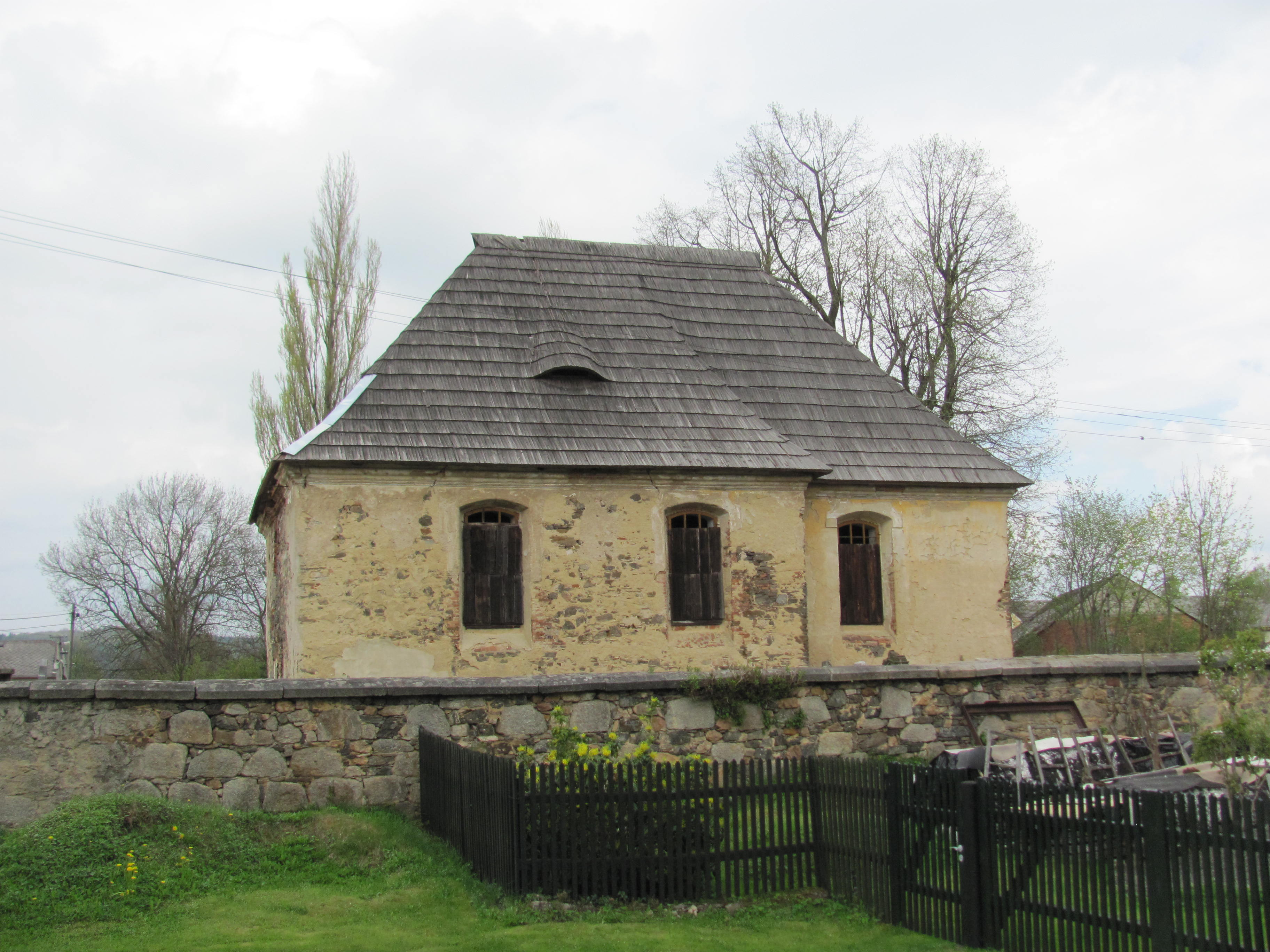
Filialkirche St. Bartholomäus in Přílezy
- Kapelle des hl. Florian in Svinov
- Marterl und Kruzifix in Přílezy

- Aussichtsturm bei Útvina
- Kirche St. Veit
- Kirche des hl. Bartholomäus in Přílezy

## Söhne und Töchter
- Otto Zerlik (1907–1989), Schriftsteller, Mundartdichter, Herausgeber und Volkskundler